# Che fare? (miniserie televisiva)
Che fare? è una miniserie televisiva italiana, in cinque puntate diretta da Gianni Serra nel 1979, trasmessa tra il 7 febbraio e il 7 marzo 1979. Sceneggiatura di Maria Stella Sernas, Tomaso Sherman, Gianni Serra.

## Soggetto
Lo sceneggiato Che fare? è ricavato dal romanzo omonimo di Nikolaj Gavrilovič Černyševskij, scritto tra il 1862 e il 1863 nella Fortezza di Pietro e Paolo, dove l'autore era stato imprigionato dal regime zarista. Questo romanzo fu diffuso clandestinamente con enorme successo sia in Russia che all'estero. Il titolo del Che fare? di Lenin fu un omaggio all'autore e al romanzo.
Nikolaj Gavrilovič Černyševskij fu condannato a quattordici anni di lavori forzati e all'esilio a vita in Siberia. Morì nel 1889.

## Trama
Una ragazza, Vera Pavlovna, si ribella all'educazione e alla vita che la madre Marja Aleksevna vorrebbe imporle, tentando di farle sposare un uomo ricco e sciocco. Vera, al contrario, intreccia relazioni con il suo precettore, lo studente di medicina Lopuchov, e anche col giovane medico Kirsanov, amico fraterno di Lopuchov. Rifiutando il partito sostenuto dalla madre, va a vivere con il suo insegnante. Con questa decisione, Vera diventa uno dei primi casi di emancipazione della donna. Con Lopuchov condivide l'ideale degli uomini nuovi, modelli di scelte rivoluzionarie, di cui il loro idolo di nome Rachmetov è il capo. Rachmetov è un  uomo “particolare”, ha una dimensione leggendaria, è nettamente differenziato dagli altri uomini nuovi. “È un'aquila“, dice di lui Vera. “È più importante di noi tutti messi assieme”, dirà di lui Kirsanov. Rachmetov ha rapporti organici con il popolo. Di antica origine aristocratica, lotta per non diventare un "uomo superfluo”, un pigmeo dell'azione. Si fa strumento essenziale, insostituibile, dell'azione pratica, del “fare”. Su impulso di Lopuchov, Vera decide di aprire una sartoria, e la organizza come una cooperativa. Ha successo, apre altre sartorie, dimostrando coi fatti che una nuova organizzazione del lavoro non è soltanto socialmente utile, ma “rende”. Vive felice. Arriva tuttavia un giorno in cui scopre di essere innamorata, riamata, di Kirsanov, il medico amico fraterno di Lopuchov. Lopuchov intuisce il dramma che tormenta la donna amata. Decide di partire, “scomparendo” dal mondo in modo tale che Vera pensa si sia suicidato. Vera ha una reazione violenta contro se stessa e Kirsanov, colpevolizzandosi. Ma dopo qualche anno, anni in cui l'inquieta Vera ha deciso di seguire Kirsanov sia nella professione di medico sia come donna compagna, Lopuchov ritorna, in coppia con una nuova ragazza, Ekaterina. Dopo questo avvenimento, definito da una Vera commossa ed esultante come una “pasqua di resurrezione”, le due coppie decidono di vivere insieme, in una comunità di vita e di pensiero.

## Produzione
Il film è nato inizialmente con una sceneggiatura scritta sulla scorta di una mediocre edizione del romanzo, quella di Garzanti, tradotta, tagliata e manipolata da Federigo Verdinois, perché doveva servire alla definizione di un piano di lavorazione. D'accordo con il responsabile Rai, Giovanni Leto, la sceneggiatura definitiva, si formò con l'aiuto e la stretta collaborazione della regista e sceneggiatrice Gioia Benelli, la quale, pochi giorni prima dell'inizio delle prove con gli attori, fece pervenire al regista Gianni Serra l'edizione Editori Riuniti appena uscita, curata da Ignazio Ambrogio e da lui tradotta dall'ultima edizione integrale russa.
Che fare? fu prodotto dalla Rai e realizzato in uno studio di Torino.

## Home Video
Pubblicato in un cofanetto DVD in tre dischi da Rai Trade, con un'intervista all'autore fatta da Guido Davico Bonino.

## Premi
Premio Chianciano per la regia nel 1980 e Premio Flaiano 1980 per la sceneggiatura